# Lithobates juliani
Lithobates juliani är en groddjursart som först beskrevs av Hillis och de Sá 1988.  Lithobates juliani ingår i släktet Lithobates och familjen egentliga grodor. IUCN kategoriserar arten globalt som nära hotad. Inga underarter finns listade i Catalogue of Life.